# 熱帶風暴電母 (2021年)
熱帶風暴電母（英語：Tropical Storm Dianmu，國際編號：2115，聯合颱風警報中心：WP212021）是2021年太平洋颱風季第15個被命名的風暴。「電母」一名由中國大陸提供，意指電之母，負責掌管雷電。

## 發展過程
9月21日，一個熱帶擾動在菲律賓西方海域生成，美國海軍研究實驗室給予擾動編號90W。
9月22日下午5時，香港天文台將其升格為熱帶低氣壓。下午5時30分，聯合颱風警報中心將其評級提升為「中」。晚上8時，聯合颱風警報中心跳過發布熱帶氣旋形成警報，直接將其升格為熱帶性低氣壓，給予熱帶氣旋編號21W。
9月23日凌晨2時，日本氣象廳將其升格為熱帶低氣壓。上午8時，日本氣象廳對其發布烈風警報。同時，台灣中央氣象局將其升格為熱帶性低氣壓，給予編號TD19。下午2時，日本氣象廳將其升格為熱帶風暴，給予國際編號2115，並命名「電母」。同時，聯合颱風警報中心將其升格為熱帶風暴；台灣中央氣象局將其升格為輕度颱風。下午5時，香港天文台將其升格為熱帶風暴。晚上11時，聯合颱風警報中心對其發出最後警告。
9月24日凌晨2時，聯合颱風警報中心將其降格為熱帶性低氣壓。上午8時，台灣中央氣象局及香港天文台亦跟隨將其降格。下午2時，日本氣象廳將其降格為熱帶低氣壓。下午8時，香港天文台將其降格為低壓區。晚上11時，聯合颱風警報中心對其發出最後警告。
9月25日晚上8時，日本氣象廳在天氣圖上移除該系統。

## 影響

### 中國大陸
中央氣象台發布之最高颱風預警信號： 颱風藍色預警信號

#### 海南省
海南省氣象局發布之最高颱風預警信號： 颱風藍色預警信號

### 越南
越南中央水文氣象預報中心表示電母於登陸越南前造成廣義省平山縣平東公社一所房屋損壞；24日清晨於廣南省沿海登陸後，減弱為熱帶低氣壓，繼續往西北西的方向朝寮國移動，預計自23日早上開始，廣治省到平定省間的中部各省雨量將達350毫米。並表示電母肆虐越南期間無造成人員傷亡。

## 熱帶氣旋警告使用紀錄

### 中國大陸
| 国家气象中心 颱風預警信號 | 国家气象中心 颱風預警信號 | 国家气象中心 颱風預警信號 |
| ------------------------- | ------------------------- | ------------------------- |
| 上一熱帶氣旋              | 颱風藍色預警信號          | 下一熱帶氣旋              |
| 超強颱風燦都              | 颱風藍色預警信號          | 熱帶風暴狮子山            |

## 外部連結
| 太平洋颱風季             |
| 主題頁 - 專題 - 編輯指南 |

- （日語）日本氣象廳首頁 （页面存档备份，存于）
- （英文）聯合颱風警報中心首頁 （页面存档备份，存于）
- （简体中文）中國國家氣象中心首頁 （页面存档备份，存于）
- （繁體中文）臺灣中央氣象局首頁 （页面存档备份，存于）
- （繁體中文）香港天文台首頁 （页面存档备份，存于）
- （繁體中文）澳門地球物理暨氣象局首頁 （页面存档备份，存于）
- （英文）菲律賓大氣地球物理和天文管理局 惡劣天氣公告 （页面存档备份，存于）
- （泰文）泰國氣象局首頁 （页面存档备份，存于）